# Дело о похищении
«Дело о похищении» (англ. The Franchise Affair) — британский детективный триллер режиссёра Лоуренса Хантингтона, который вышел на экраны в 1951 году.
Фильм является экранизацией популярного романа 1948 года The Franchise Affair британской писательницы Джозефины Тэй, который в России неоднократно издавался под названиями «Дело о похищении Бетти Кейн» и «Загадочные события во Франчесе».
Действие фильма происходит в небольшом английском городке, где 17-летняя школьница Бетти Кейн (Энн Стивенс) обвиняет в своём похищении и избиении молодую женщину Мэрион Шарп (Далси Грей) и её мать миссис Шарп (Марджори Филдинг), которые уединённо живут в собственном коттедже «Франчайз». Под влиянием средств массовой информации по городу распространяются негативные слухи о Шарпах, и вскоре в городе складывается атмосфера нетерпимости по отношению к ним, что приводит к нескольким хулиганским выходкам. Защищать дочь и мать Шарп берётся местный адвокат Роберт Блэр (Майкл Денисон), расследование инцидента ведут инспектор местной полиции Халлам (Мартин Бодди) и инспектор Скотленд-Ярда Алан Грант (Джон Бейли), которые получают сильные улики против Шарпов. Перед самым судом почти отчаявшийся Блэр всё-таки находит необходимых свидетелей, показания которых полностью меняют картину случившегося. В итоге в суде Мэрион и миссис Шарп оправдывают, а Бетти забирают под стражу.
Несмотря на то, что после выхода картины рецензент «Нью-Йорк Таймс» посчитал фильм слишком многословным и скучным, современные киноведы в основном оценивают его как динамичный, компактный недорогой детектив с увлекательным сюжетом и прекрасной актёрской игрой.

## Сюжет
В маленьком английском городке Мелфорд 17-летняя школьница Бетти Кейн (Энн Стивенс) обращается в полицию с заявлением, что владельцы уединенного дома «Франчайз», молодая одинокая женщина Мэрион Шарп (Далси Грей) и её мать миссис Шарп (Марджори Филдинг) похитили и избили её, принуждая служить у них домашней работницей. Когда детектив инспектор Скотленд-Ярда Грант (Джон Бейли) и инспектор местной полиции Халлам (Мартин Бодди) приходят дом к Мэрион, она вызывает местного адвоката Роберта Блэра (Майкл Денисон). Тот неохотно принимает приглашение, так как не занимается уголовными делами. При появлении Блэра в доме «Франчайз» инспектор Грант описывает следующую ему ситуацию:
Несколько недель назад 17-летняя школьница Бетти Кейн отправилась на каникулы к своей тёте в соседний городок Стоунхэм, но не вернулась к началу школьных занятий. Когда мать забеспокоилась и написала тёте, та ответила, что Бетти уехала от неё две недели назад. Затем девочка сама появилась дома, в одном платье и вся в синяках. Как указала Бетти в своём заявлении, когда она собралась ехать домой, на автобусной остановке около дома тёти она встретила Мэрион и миссис Шарп, которые были на автомобиле. Они предложили подвезти Бетти до Мелфорда, откуда ей несложно будет добраться до дома на автобусе. Между тем, они завезли девушку на территорию своего дома, которая огорожена высоким глухим забором. Они предложили Бетти стать домашней прислугой, но когда та отказалась, её отвели на чердак, где избили и заперли, продержав несколько дней. Полицейские говорят, что в заявлении Бетти во всех подробностях описана обстановка на чердаке, а также вид из окна во двор, что наводит на мысль, что девочка там действительно была. Что касается Мэрион и миссис Шарп, то, по их словам, в тот день они были дома одни, и соответственно у них нет алиби. Что касается Бетти, то её родители погибли при бомбёжке во время войны, и теперь она живёт в приёмной семье Уиннов. По отзывам миссис Уинн (Эвис Лэндон), которую полицейские называют очень разумной женщиной, Бетти — хорошая, тихая девочка, с которой никогда не было никаких проблем. Грант также добавляет, что в своём заявлении Бетти точно описала внешность Мэрион и миссис Шарп.
Завершив свой рассказ, полицейские вместе с Блэром заходят в дом Шарпов, где Бетти, глядя на Мэрион и миссис Шарп, подтверждает, что это они похитили и держали её в доме. Девушка продолжает, что они угостили её кофе, от которого она заснула, затем хотели заставить её работать на себя, а когда она отказалась, отвели в комнату на чердак и там заперли. Бетти точно описывает, какая мебель была в комнате на чердаке. Она говорит, что прожила там некоторое время, но затем разбила окно и сбежала прямо в одном платье. Затем они идут в гараж, чтобы осмотреть машину Мэрион, которая в точности соответствует описанию, которое дала Бетти. Когда полицейские собираются уйти вместе с Бетти, Мэрион заявляет, что никогда не видела эту девочку и отрицает все обвинения. Блэр возвращается домой, где живёт вдвоём со своей тётей Лин (Эфин Сейлер). Она рассказывает, что отец Мэрион был авантюрным бизнесменом и пьяницей, который умер без гроша в кармане. В итоге Мэрион и миссис Шарп были вынуждены жить в лондонском пансионе, где Мэрион работала прислугой. Затем, когда умер друг Шарпа, он оставил двум женщинам дом «Франчайз», где они и живут сейчас. По словам тёти Лин, дом в безобразном состоянии, старую горничную они морили голодом, а после её увольнения им по дому никто не помогает. Блэр отмахивается от слов тёти Лин, называя всё сказанное сплетнями. Затем Блэр заходит в автомастерскую к знакомому мастеру Биллу Броу (Патрик Траутон), видя там свежий номер газеты со статьёй о похищении Бетти. Билл говорит, что видел раньше эту девочку, у которой «глаза такие холодные, что даже масло не тает во рту». На улице Блэр встречает знакомого Карли (Джон Уорик), который удивлён тем, что Блэр взялся защищать Шарпов, так как в городе их считают ведьмами. Блэр приходит во «Франчайз», говоря, что, похоже, у людей уже сложилось мнение об этом случае. Он задаётся вопросом, откуда Бетти могла так детально описать обстановку внутри дома и вид во двор из окна. Учитывая, что Шарпы уже два года живут в городе, Блэр спрашивает, почему их до сих пор считают странными. Мэрион объясняет, что после жизни в пансионе они наслаждаются жизнью в собственном доме и почти никуда не выходят. Она рассказывает, что её отец был прожектёром и мечтателем, в результате не имел постоянной работы и умер в бедности. Двоюродный брат отца оставил им этот дом. В этот момент звонит телефон, и Блэр слышит, как кто-то угрожает Мэрион и советует убираться из города. Блэр начинает собственное расследование.
Первым делом он приходит к миссис Уинн, приёмной матери Бетти, которая возмущена публикацией статьи о похищении дочери. Она предполагает, что материал для статьи предоставил её сын Лесли (Джон Форрест), который был в ярости от того, что полиция не арестовала Шарпов. Миссис Уинн говорит, что Лесли и Бетти были очень близки, но сейчас немного отдалились друг от друга, когда Лесли стал встречаться с девушкой и сделал ей предложение. По словам матери, в тот день Бетти вернулась домой только в одном платьице, а в кармане у неё была лишь губная помада. Бетти, которая обладает фотографической памятью, в течение двух дней во всех подробностях рассказала ей всю историю. В этот момент из кино возвращаются довольные Лесли и Бетти, и Лесли говорит Блэру, что за сестру отомстит любому. Далее Блэр приезжает в тёте Джарет (Эверли Грегг), у которой проводила каникулы Бетти. По словам тёти, она её почти не видела. Бетти, как правило, с утра уезжала в соседний город Ларборо, где ходила в кино, а возвращалась обычно только вечером. Она ещё куда-то ездила на автобусе, но тётя Джарет не знает, куда именно. После этого Блэр направляется в Лондон к своему старому другу, королевскому адвокату Кевину Макдермоту (Энтони Николс), рассказывая ему всю историю. Кевин говорит, что пока у Блэра позиции слабые, но он готов выступать представителем Шарпов, если дело дойдёт до суда.
Блэр снова приезжает к Мэрион, которая жалуется на частые неприятные звонки и вредные письма, которые адвокат советует ей выбрасывать, не читая. В этот момент в окно дома влетает камень, разбивая стекло. К камню прикреплена записка: «Это только начало. Убирайтесь». Блэр звонит Хэлламу, требуя выставить полицейского перед домом Шарпов. Выйдя за ворота дома, Блэр видит проезжающий по дороге рейсовый автобус. Он приезжает на автобусную станцию, выясняя, что иногда по маршруту у дома «Франчайз» ходят двухэтажные автобусы, из окна которого поверх забора Бетти могла рассмотреть весь двор и стоящий там автомобиль. Блэр сообщает об этом Хэлламу, добавляя, что у Бетти фотографическая память. Однако Хэллам заявляет, что это не объясняет того, что Бетти подробно описала и обстановку внутри дома. Хэллам по-прежнему верит девочке, и в случае появления какой-либо дополнительной улики собирается арестовать мисс и миссис Шарп. Подъехав к воротам «Франчайз», Блэр видит на стене крупную надпись краской: «Убирайтесь, грязные мрази». Мэрион жалуется, что никто в городе не соглашается отмыть стену. Тогда Блэр приглашает Билла и его коллегу по автомастерской Стэнли Питерса (Кеннет Мор), которые не верят девочке. Вечером, когда они отмывают стену, на дом налетает группа молодых людей. Они избивают Билла и удерживают его приятеля, а затем проникают во двор и камнями разбивают все окна в доме. Приезжает Блэр, советуя женщинам временно перебраться в более безопасное место. Однако Мэрион заявляет, что они никуда не уедут из своего дома, а Билл говорит, что останется при них в качестве охраны. Блэр заявляет, что теперь это для него разоблачение Бетти стало личным делом.
На следующий день Мэрион и миссис Шарп демонстративно приезжают в город и заходят в чайную, где собралось всё женское общество, и миссис Шарп демонстративно произносит на весь зал: «Мы прилетели на своих мётлах за чашечкой горячей крови». Хозяйка заведения отказывается их обслуживать, и появившийся Блэр уводит их в другое место. Пока они идут по улице, собирается толпа поглазеть на Мэрион и её мать. В офис Блэру звонит Хэллам, сообщая, что Грин получил ордер на арест мисс и миссис Шарп. Блэр приезжает в полицейский участок, где Грин сообщает, что нашлась девушка Роуз Глинн (Морин Глинн), которая слышала крики с чердака дома «Френчайз» в тот день. Роуз работает на ферме по соседству и раньше иногда убиралась в доме у Шарпов. По настоянию Блэра Грин всё-таки откладывает арест до суда. На следующий день Грин и Хэллам приезжают к Шарпам, и на основании показаний Роуз Глинн выдают им повестку в суд. Мэрион рассказывает полицейским, что некоторое время назад Роуз приходила убираться у них в доме. Но она постоянно подворовывала мелкие суммы денег, а когда она украла часы, Шарпы уволили её. Блэр звонит Кевину, приглашая его выступить в суде защитником Мэрион и миссис Шарп. По приезде Милфорд Кевин предлагает добиваться рассмотрения дела в полицейском суде, а затем в суде Ларборо, а пока добьётся того, чтобы Мэрион и миссис Шарп оставили на свободе под залог. В газетах сообщается об обвинении Мэрион и миссис Шарп в суде, а также о том, что Роуз Глинн слышала крики с чердака.
В поисках свидетелей Блэр обходит все увеселительные заведения в Ларборо, надеясь, что кто-нибудь узнает Бетти по фотографии и сможет что-либо рассказать о ней. Наконец, в одном из баров официант Альберт (Лоуренс Рей) рассказывает, что Бетти несколько раз была у них. В последний свой визит она «подцепила» приезжего коммивояжёра, высокого темноволосого молодого мужчину с усами, и больше официант Бетти не видел. Блэр нанимает частного детектива Рамсдена (Эрнест Джэй), чтобы тот нашёл коммивояжёра, но через несколько дней Рамсден сообщает, что не добился никаких результатов и отказывается от продолжения работы. Блэр встречается с Мэрион, заявляя, что дело приняло для него личный характер, после чего делает ей предложение. Мэрион однако отказывается на том основании, что браку помещают заботы об их пожилых родственниках, с которыми они прожили много лет, и, кроме того, брак с ней испортит Блэру его деловую репутацию. Разговаривая с тётей Лин, Блэр говорит, что для суда ему по-прежнему не хватает улик, и, кроме того, общественность по-прежнему настроена против Шарпов. Тётя говорит, что полицейский суд изменил её отношение к Бетти, также как и некоторых других горожан. Тем временем Билл берётся за ремонт машины Шарпов, а Мэрион поднимается на чердак и смотрит в окно, после чего решает срочно встретиться с Блэром. К нему в тот момент приходит молодая дама, миссис Чедвик (Хай Хейзел), после встречи с которой Блэр срочно связывается с Кевином.
Начинается суд. Первой показания даёт Бетти, подтверждая, что Мэрион Шарп и её мать миссис Шарп несколько дней продержали её без еды на чердаке своего дома. Обращаясь к заявлению Бетти, Кевин утверждает, что Бетти не могла бы настолько точно рассмотреть окрестности вокруг дома, так как её привезли, было уже темно, и сбежала она, когда было темно, и больше в том месте она никогда не была. К тому же её описание больше соответствует виду из окна двухэтажного автобуса, чем тому, как всё видится из окна чердака. Бетти не знает, что ответить, но прокурор заявляет, что Бетти всё видела, так как когда её привезли в дом, окрестности вокруг осветили автомобильные фары. Суд переходит к допросу Роуз Глинн. Девушка рассказывает, что когда услышала крики на чердаке, то кинулась к лестнице, но миссис Шарп её не пропустила, а затем крики стихли, и Мэрион спустилась по лестнице. Она выпроводила Роуз из дома, и велела ей больше не приходить, а наследующий день принесла ей на ферму деньги за работу, и больше она Шарпов не видела. Кевин спрашивает Роуз, не заставил ли кто-либо дать её показания с помощью шантажа. Далее он высказывает гипотезу, что Роуз могла украсть часы из дома Шарпов, а позже попыталась продать их другой девушке, с которой познакомилась в Ларборо. Купившая девушка выяснила, что часы украдены и пригрозила обратиться в полицию, если Роуз не поддержит её в суде. Роуз продолжает отрицать, что у неё вообще были эти часы. Бетти также отрицает эту историю и подчёркивает, что никак не могла узнать обстановку внутри дома «Френчайз».
Кевин приглашает своего свидетеля, Бернарда Чедвика (Питер Джонс), молодого черноволосого коммивояжёра с усами. Тот рассказывает, что когда он был в Ларборо, то его «подцепила» там Бетти, которой, по её словам, 19 лет. Они проводили время вместе, и она даже ездила с ним в командировки, а перед тётей её прикрывала Роуз, которая якобы ходила с Бетти в кино. На день рождения Чедвик подарил Бетти губную помаду. Когда его командировка подошла к концу, они с Бетти договорились, что он поселит её в свой загородный дом на реке. Там они продолжили встречаться. Затем Бетти заявила, что должна была уже несколько недель назад вернуться домой. По словам Чедвика, она не думала о родных и явно не хотела возвращаться к ним, говорила, что жизнь дома ей осточертела. Как понял коммивояжёр, всё это произошло из-за её парня, который встретил другую девушку. Вообще, как он считает, Бетти из тех девушек, которая всегда выйдет из любого положения. Однажды, по словам Чедвика, Бетти просто ушла. Он также добавляет, что узнал обо всей истории с похищением только два дня назад, когда вернулся из заграничной командировки. Чедвик также утверждает, что никогда не бил Бетти. Следом для дачи показаний приглашается миссис Чедвик, которая рассказывает, что узнала про любовницу мужа, когда подруга рассказала ей, что в их загородном доме кто-то живёт. Миссис Чедвик приехала в дом, стащила Бетти с дивана, после чего они подрались, и миссис Чедвик одержала верх. После этого Бетти «смылась», бросив свои вещи, которые миссис Чедвик выкинула. Перед отъездом мужа в командировку она рассказала ему эту историю. Они помирились и вместе поехали за границу.
В этот момент поднимается староста присяжных, заявляя, что присяжным всё ясно. Бетти и Роуз увозят на полицейской машине, а мать Бетти провожает её страдающим взглядом. Мэрион и миссис Шарп сообщают Блэру, что уезжают в Канаду, куда их пригласил родственник. На следующий день, прочитав благодарственное письмо Мэрион, Блэр бросает все свои дела и мчится в аэропорт, успевая на рейс, которым улетают Шарпы.

## В ролях
- Майкл Денисон — Роберт Блэр
- Далси Грей — Мэрион Шарп
- Марджори Филдинг — миссис Шарп
- Эфин Сейлер — тётя Лин
- Джон Бейли — детектив инспектор Грант
- Мартин Бодди — инспектор Халлам
- Энтони Николс — Кевин Макдермотт
- Энн Стивенс — Бетти Кейн
- Кеннет Мор — Стэнли Питерс
- Патрик Траутон — Билл Броу
- Эвис Лэноун — миссис Уинн
- Хай Хейзел — миссис Чедвик
- Морин Глинн — Роуз Глинн
- Питер Джонс — Бернард Чедвик
- Молтри Келсолл — судья
- Хью Мокси — советник обвинения
- Джон Уорик — Карли
- Эрнест Джэй — Рамсден
- Еверли Крегг — миссис Джарретт
- Эмброзин Филлпоттс — мисс Спенс
- Джин Андерсон — мисс Тафф

## История создания фильма
Сценарий Роберта Холла и Лоуренса Хантингтона точно следует сюжету романа-бестселлера 1948 года «Загадочные события во Франчесе» (англ. The Franchise Affair) британской писательницы Джозефины Тэй. Сюжет романа отчасти основан на историческом происшествии XVIII века со служанкой Элизабет Каннинг, которая утверждала, что её похитили и держали в плену в течение месяца.
Это один из нескольких фильмов, в которых снялись вместе Майкл Денисон и Далси Грей, которые в реальной жизни были мужем и женой.
Съёмки фильма проходили на студии Associated British в Элстри (англ. Elstree), Хартфордшир, Англия, а натурные съёмки производились в городке Чиппинг Кэмден (англ. Chipping Campden) в Глостершире, который в фильме выступал как вымышленный город Мелфорд.
Фильм вышел в прокат в Великобритании 15 февраля 1951 года и в США 28 апреля 1952 года
Позднее роман Джозефины Тэй «Загадочные события во Франчесе» дважды ставился на телевидении — в 1962 и 1988 годах.

## Оценка фильма критикой
Как было отмечено в рецензии газеты «Нью-Йорк Таймс», «очень много слов сказано и выпито много чая в этой малобюджетной британской картине. И, как легко можно себе представить, в итоге получается полтора часа сплошной скуки, не оживляемой никаким экшном или сюрпризами»
В рецензии Sky Movies фильм описывается как «аккуратный, хорошо выстроенный детектив,… отличающийся хорошей актёрской игрой, а также неторопливым, но грамотным сценарием. Несмотря на скромные амбиции, фильм сохраняет драматизм на протяжении всего фильма, и в нём есть несколько прекрасных моментов острого английского элитного остроумия. Сцены в зале суда также привносят желанное оживление по сравнению с театральным стилем „Перри Мейсона“».
Современный историк кино Дерек Виннерт назвал этот фильм «захватывающим британским детективным триллером» и «шикарной, умной версией хитроумного, блестящего романа-бестселлера Джозефины Тэй». Как отметил критик, «в этой увлекательной версии интригующего триллера-головоломки можно найти множество приятных моментов, отсылающих к прошлому… Атмосфера предвзятости жителей города аккуратно представлена и успешно раскрыта режиссёром фильма в правдивой и увлекательной манере. Он поддерживает напряженную, тревожную атмосферу и создаёт плотный, динамичный фильм, вмещающий много материала всего в 90 минут, эффективно справляясь с кульминацией в зале суда». По мнению Виннерта, «звёздная семейная пара Денисон-Грей, похоже, бесконечно наслаждается жизнью — и вполне заслуженно, ведь у них есть роли, в которых они могут себя проявить в полном объёме», а поддерживает их «прекрасный британский актёрский состав 1950-х годов. Все, кажется, воодушевлены сильным материалом и остроумными диалогами, а их здесь предостаточно».
Как полагает критик, «особенно хороши Марджори Филдинг в роли властной пожилой леди миссис Шарп („Мы только что прилетели на своих метлах, чтобы выпить чашечку горячей крови“), Эфин Сейлер в роли сплетницы тёти Лин, Энтони Николлс в роли друга Блэра, королевского адвоката Кевина Макдермотта, Эвис Лэндон в роли мачехи миссис Уинн, Кеннет Мор в роли автомеханика и другие. Здесь много интересных персонажей и много интересных характерных актёров, которые их сыграли. Хотя Денисон прочно находится в центре, демонстрируя свой актёрский класс, но запоминаются здесь и женщины, демонстрирующие свой стиль в качестве характерных актрис».